# Khủng hoảng Eo biển Đài Loan lần thứ ba
Khủng hoảng Eo biển Đài Loan lần thứ ba, còn được gọi là Cuộc Khủng hoảng Eo biển Đài Loan 1995–1996 hoặc Cuộc Khủng hoảng Eo biển Đài Loan năm 1996, là hậu quả của một loạt vụ thử tên lửa do Cộng hòa Nhân dân Trung Hoa tiến hành ở vùng biển xung quanh Đài Loan, bao gồm cả Eo biển Đài Loan từ ngày 21 tháng 7 năm 1995 đến ngày 23 tháng 3 năm 1996. Loạt tên lửa đầu tiên được bắn vào khoảng thời gian giữa-đến-cuối năm 1995 được cho là để gửi một thông điệp mạnh tới chính phủ Trung Hoa Dân Quốc dưới thời Lý Đăng Huy; ông được xem là đang chuyển hướng chính sách đối ngoại của mình rời xa chính sách Một Trung Quốc. Loạt tên lửa thứ hai được bắn vào đầu năm 1996, được cho là để đe dọa cử tri Đài Loan trước thềm của cuộc bầu cử tổng thống Đài Loan năm 1996.